# ブレダM38車載機関銃
ブレダM38車載機関銃は、ブレダM37重機関銃の車載機関銃型であり、第二次世界大戦中にイタリア軍の戦車に搭載された機関銃である。本銃は、L6/40、M11/39、M13/40、M14/41、M15/42など、さまざまな戦車に搭載できる。また、歩兵用の機銃としても用いられている。

## 開発

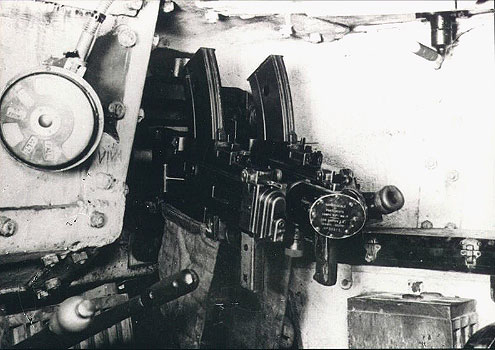
M13/40の車体に連装で搭載されたブレダM38機関銃

"U.S. Military Intelligence Service"による『Italian 8-mm Breda Machine Gun, Model 38, WWII Tactical and Technical Trends, No. 26,』では、以下のように記述している。
「イタリア軍は歩兵用の機関銃としてもこれを使えるように作っている。この用途に使うには機銃用の三脚架に載せる。装着の手段はアダプターである。また、応急のリアサイトが銃本体の右側面に、これも応急のフロントサイトが銃口付近の右側に取付けられる。これら臨時の照準器は、機銃が車載される時には光学照準器に交換される。」

## 設計
本銃は空冷でガス圧作動方式を採用し、弾倉によって給弾する。また、速やかに交換できる銃身を装備する。作動機構は単純であるうえ、野戦分解や完全な解体がきわめて容易である。銃身は過熱することなく、高速かつ連続で多量の弾数を発射するため、充分に重たく作られている。